# Ribulosa-5-fosfato
La ribulosa-5-fosfato es una molécula de ribulosa fosforilada en el carbono 5. Este compuesto es uno de los productos finales de la ruta de las pentosas fosfato, así como un intermediario del ciclo de Calvin. Su síntesis es catalizada por la enzima fosfogluconato deshidrogenasa a partir de 6-fosfogluconato. También actúa como sustrato tanto de la fosfopentosa isomerasa como de la fosfopentosa epimerasa.